# Francesco Bettoni Cazzago

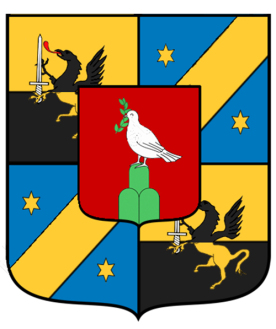
Stemma Bettoni

Francesco Bettoni conte Cazzago (Brescia, 7 aprile 1835 – Brescia, 12 maggio 1898) è stato un politico, saggista e romanziere italiano, sindaco di Brescia dal 1895 fino alla morte.

## Biografia
Figlio di Giacomo Bettoni e di Maria Cazzago, fratello del futuro senatore Ludovico, intraprese gli studi legali laureandosi all'Università di Padova. Emigrato in Piemonte nel 1859, per un breve periodo fu addetto all'ambasciata di Berlino. Tornato a Brescia, sposò Paolina Fenaroli ed iniziò un'intensa attività letteraria come saggista. Nel 1874 entrò nell'Ateneo di Brescia, di cui fu presidente dal 1886 al 1880, dove presentò numerosi saggi storici su temi locali come la caccia alle streghe nel Settecento, la Guardia Nazionale di Brescia e le vicende dei bresciani nella Campagna di Russia. 
Si diede anche alla scrittura di romanzi: nel 1874 pubblicò "Tebaldo Brusato", dedicato alle vicende dell'omonimo eroe medievale che difese la città contro l'esercito dell'Imperatore Arrigo VII, mentre nel 1875 uscì "Brescia nel secolo passato". Una caratteristica peculiare dei romanzi di Bettoni Cazzago erano le note nel testo che davano una solida giustificazione ad ogni passaggio. La critica non diede un giudizio lusinghiero su quelle opere per cui decise di proseguire nella saggistica. Produsse quindi una "Storia della Riviera di Salò" (1880), in quattro volumi, e "Gli italiani nella guerra d'Ungheria" (1887). Iniziò anche una "Storia di Brescia narrata al popolo" che rimase incompiuta.
Politicamente vicino alla Destra bresciana, dal 1875 al 1892 fu consigliere provinciale in rappresentanza del mandamento di Adro. Nel 1891 fu eletto consigliere comunale di Brescia in rappresentanza della minoranza liberal-moderata. In occasione delle elezioni parziali del 1893, i moderati decisero di allearsi con i cattolici per arginare il dominio della Sinistra, che faceva capo a Giuseppe Zanardelli, nelle istituzioni bresciane. Il successo della nuova alleanza politica si ottenne alle elezioni generali del 5 maggio 1895 i cui risultati furono così sorprendenti che vennero definiti da La Sentinella Bresciana, organo di stampa dei moderati, "la catastrofe Zanardelliana". Bettoni Cazzago ottenne il maggior numero di preferenze della lista clerico-moderata, con 4143 voti, e venne pertanto eletto sindaco dal consiglio comunale nella seduta dell'11 maggio 1895, con 45 voti su 53 consiglieri presenti.
Ai primi di maggio del 1898, contrasse una malattia dopo aver compiuto una visita istituzionale a Torino; le sue condizioni di salute si aggravarono e morì il 12. Il figlio Federico, che aveva aderito anni prima al movimento zanardelliano, sarebbe diventato a sua volta sindaco di Brescia pochi anni dopo, tra il 1902 e il 1904.

## Opere

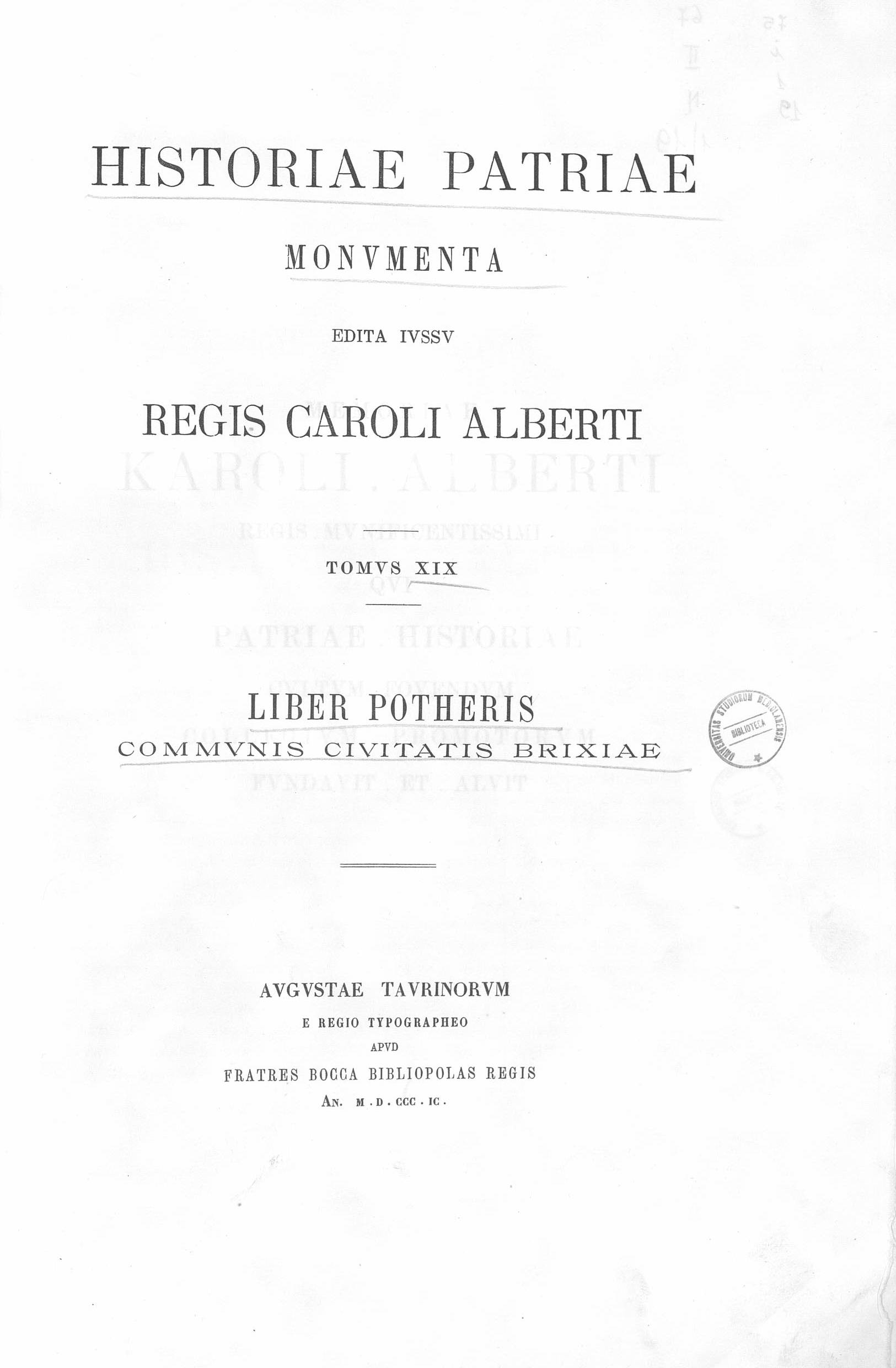
Liber potheris communis civitatis Brixiae, 1899

- Memorie sulla famiglia Bettoni da Brescia, Brescia, Tipografia La Sentinella Bresciana, 1872.
- Tebaldo Brusato, Brescia, Tipografia Apollonio, 1874.
- Brescia nel secolo passato, Brescia, Tipografia Apollonio, 1875.
- Note di viaggio in Francia e Spagna, Brescia, Stefano Malaguzzi editore, 1879.
- Storia della Riviera di Salò, Brescia, Stefano Malaguzzi editore, 1880.
- Gli italiani nella guerra d'Ungheria, 1848-1849, Milano, Fratelli Treves, 1887.
- (LA) Luigi Fè d'Ostiani e Francesco Bettoni Cazzago (a cura di), Liber potheris communis civitatis Brixiae, collana Historiae Patriae Monumenta, XIX, Torino, fratelli Bocca, 1899.
- Storia di Brescia narrata al popolo, Brescia, Apollonio, 1909.